# Les caprices de Marianne
Les caprices de Marianne (título original en francés; en español, Los caprichos de Mariana) es una opéra comique en dos actos con música de Henri Sauguet y libreto en francés de Jean-Pierre Grédy basado en la obra de teatro homónima de 1833 escrita por Alfred de Musset. 
La ópera se estrenó en el Festival de Aix-en-Provence en 1954, con la Orquesta de la Sociedad de Conciertos del Conservatorio dirigida por Louis de Froment con la Coral Elisabeth Brasseur.
La ópera fue retransmitida por la radio francesa diez días después del estreno, interpretada en el Théâtre des Champs-Élysées en 1956, con Graziella Sciutti, Jacques Jansen y Michel Sénéchal, y fue grabada en 1959 (dirigida por Manuel Rosenthal).
En las estadísticas de Operabase aparece con solo tres representaciones en el período 2005-2010, siendo sin embargo la primera y más representada de Sauguet. Entre esas representaciones están las de Compiègne (2006) y Dijon (2007).

## Personajes
| Personaje                | Tesitura     | Reparto del estreno, 20 de julio de 1954 (Director: Louis de Froment) |
| ------------------------ | ------------ | --------------------------------------------------------------------- |
| Marianne                 | soprano      | Graziella Sciutti                                                     |
| Hermia (madre de Coelio) | mezzosoprano | Irène Companeez                                                       |
| Coelio                   | tenor        | Jean Capocci                                                          |
| Octave                   | barítono     | Jean-Christophe Benoit                                                |
| Claudio                  | barítono     | Jacques Linsolas                                                      |
| Tibia                    | tenor        | Louis Jacques Rondeleux                                               |
| Posadero                 | tenor        | Gérard Friedmann                                                      |
| Chanteur de sérénades    | barítono     | Robert Tropin                                                         |
| La duègne                |              | Henri Bedex                                                           |